# 삼청로

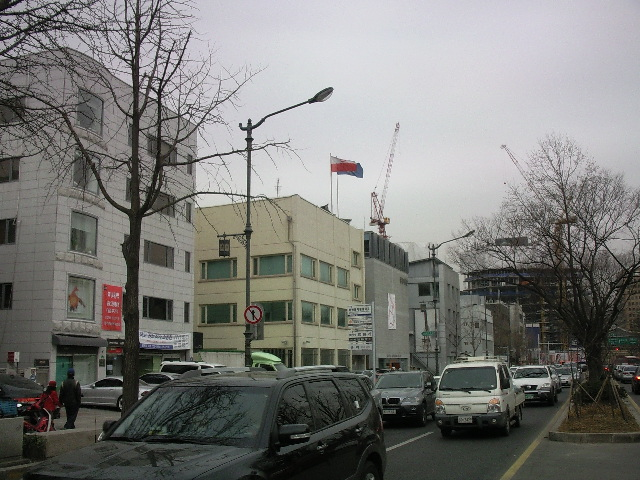
삼청로 (주한 폴란드 대사관 앞)

삼청로(三淸路, Samcheong-ro)는 종로구 중학동 92에서 삼청동 2-1까지를 잇는 도로다. 종점에서 대사관로와 직결된다. 교차도로로는 북촌로, 청와대로 등이 있다.

## 역사
- 1966년 11월 26일 : ‘중앙청동측(종로구 사간동 126)~삼청동(종로구 삼청동 1)’ 구간을 삼청로(三淸路)로 지정[1]
- 2010년 7월 2일 : 종로구 도로명 주소 고시

## 주요 경유지
서울특별시
- 종로구 (중학동 - 사간동 - 세종로 - 소격동 - 팔판동 - 삼청동)

## 노선
- 연한 파란색(■): 서울특별시도 제5307호선 구간

| 교차로 · 터널                        | 접속 노선                            | 소재지                               | 소재지                               | 비고                                 |
| 서울특별시도 제26호선 종로1길과 직결 | 서울특별시도 제26호선 종로1길과 직결 | 서울특별시도 제26호선 종로1길과 직결 | 서울특별시도 제26호선 종로1길과 직결 | 서울특별시도 제26호선 종로1길과 직결 |
| ------------------------------------ | ------------------------------------ | ------------------------------------ | ------------------------------------ | ------------------------------------ |
| 경복궁                               | 서울특별시도 제C1호선 사직로         | 종로구                               | 종로1.2.3.4가동                      |                                      |
| 경복궁                               | 서울특별시도 제C1호선 율곡로         | 종로구                               | 종로1.2.3.4가동                      |                                      |
| 경복궁                               | 서울특별시도 제26호선 종로1길        | 종로구                               | 종로1.2.3.4가동                      |                                      |
|                                      | 서울특별시도 제2303호선 청와대로     | 종로구                               | 삼청동                               | 교차로 이름 없음                     |
|                                      | 삼청로7길                            | 종로구                               | 삼청동                               | 교차로 이름 없음                     |
| 삼청공원입구                         | 북촌로                               | 종로구                               | 삼청동                               |                                      |
| 삼청터널 (북악산)                    |                                      | 종로구                               | 삼청동                               |                                      |
| 대사관로와 직결                      |                                      |                                      |                                      |                                      |

## 부속도로
- ● : 전 구간 해당
- ▲ : 일부 구간 해당
- ✖ : 해당 없음

| 도로명      | 기점         | 종점          | 총연장 (m) | 차량 통행 가능 | 일방통행 | 소재지 | 소재지 |
| ----------- | ------------ | ------------- | ---------- | -------------- | -------- | ------ | ------ |
| 삼청로2길   | 소격동 5-1   | 소격동 101-1  | 219        | ✖              | ✖        | 종로구 | 삼청동 |
| 삼청로4길   | 화동 59-2    | 삼청동 35-234 | 163        | ✖              | ✖        | 종로구 | 삼청동 |
| 삼청로5길   | 팔판동 67-1  | 팔판동 122    | 171        | ✖              | ✖        | 종로구 | 삼청동 |
| 삼청로7길   | 삼청동 97-2  | 팔판동 115-42 | 252        | ●              | ●        | 종로구 | 삼청동 |
| 삼청로7가길 | 팔판동 4-9   | 팔판동 5-1    | 304        | ✖              | ✖        | 종로구 | 삼청동 |
| 삼청로7나길 | 팔판동 5-1   | 팔판동 115-4  | 198        | ✖              | ✖        | 종로구 | 삼청동 |
| 삼청로9길   | 삼청동 37-2  | 삼청동 2-53   | 365        | ▲              | ✖        | 종로구 | 삼청동 |
| 삼청로10길  | 삼청동 125-6 | 삼청동 125-6  | 147        | ●              | ✖        | 종로구 | 삼청동 |
| 삼청로11길  | 삼청동 2-52  | 삼청동 2-53   | 231        | ▲              | ✖        | 종로구 | 삼청동 |

## 주요 건물 및 시설
- 동십자각 (서울특별시 종로구 삼청로 1)
- 대한불교조계종 법련사 (서울특별시 종로구 삼청로 10)
- 주한 폴란드 대사관 (서울특별시 종로구 삼청로 20-1)
- 국립현대미술관 서울관 (서울특별시 종로구 삼청로 30)
- 국립민속박물관 (서울특별시 종로구 삼청로 37)
- 서울종로경찰서 삼청파출소 (서울특별시 종로구 삼청로 66)
- 기독교대한감리회 삼청교회 (서울특별시 종로구 삼청로 77)
- 우리은행 삼청동영업점 (서울특별시 종로구 삼청로 83)
- 국무총리공관 (서울특별시 종로구 삼청로 95)
- 새마을금고 삼청본점 (서울특별시 종로구 삼청로 99-1)
- 삼청동주민센터 (서울특별시 종로구 삼청로 107)
- 한국금융연구원 (서울특별시 종로구 삼청로 118)
- 대한불교선학원 칠보사 (서울특별시 종로구 삼청로9길 51)
- 서울지구병원 (서울특별시 종로구 삼청로10길 13)